# Paris-Tours 2005
La 99e édition de la course cycliste Paris-Tours, qui s'est déroulée le dimanche 9 octobre 2005, est remportée au sprint par l'Allemand Erik Zabel pour sa dernière épreuve sous le maillot de la T-Mobile.
Deux Belges ont animé la course. Le premier à lancer l'offensive est Stijn Devolder, rejoint ensuite par seulement Philippe Gilbert. Ils sont repris à deux cents mètres de la ligne d'arrivée.

## Classement final
|    | Coureur           | Pays             | Équipe            |    | Temps           |
| -- | ----------------- | ---------------- | ----------------- | -- | --------------- |
| 1  | Erik Zabel        | Allemagne        | T-Mobile          | en | 5 h 37 min 23 s |
| 2  | Daniele Bennati   | Italie           | Lampre-Caffita    | +  | m.t.            |
| 3  | Allan Davis       | Australie        | Liberty Seguros   |    | m.t.            |
| 4  | Robbie McEwen     | Australie        | Davitamon-Lotto   |    | m.t.            |
| 5  | Alberto Ongarato  | Italie           | Fassa Bortolo     |    | m.t.            |
| 6  | Aurélien Clerc    | Suisse           | Phonak            |    | m.t.            |
| 7  | Julian Dean       | Nouvelle-Zélande | Crédit agricole   |    | m.t.            |
| 8  | René Haselbacher  | Autriche         | Gerolsteiner      |    | m.t.            |
| 9  | Uroš Murn         | Slovénie         | Discovery Channel |    | m.t.            |
| 10 | Enrico Gasparotto | Italie           | Liquigas-Bianchi  |    | m.t.            |